# Towarzystwo Przyjaciół Bronowic
Towarzystwo Przyjaciół Bronowic – polskie stowarzyszenie działające na rzecz Bronowic w Krakowie.
Towarzystwo powstało w 1995. Cele Towarzystwa to m.in. upowszechnianie wiedzy o Bronowicach, kultywowanie tradycji, troska o stan i ochronę zabytków i pamiątek w Bronowicach, inspirowanie i popieranie inicjatyw o charakterze społeczno-użytecznym i kulturalnym. Cele realizowane są m.in. poprzez wydawanie Bronowickich Zeszytów Historyczno-Literackich, opiekę nad kapliczkami, gromadzenie archiwalnych fotografii, kultywowanie tradycji stroju krakowskiego.
Od 2014 Towarzystwo prowadzi dostępne w internecie Bronowickie Archiwum Społeczne, dokumentujące historię życia społecznego w Bronowicach Małych. W archiwum dostępne są cyfrowe kopie materiałów archiwalnych dotyczących Bronowic, a także zarejestrowane w formie dźwiękowej wspomnienia mieszkańców dawnych Bronowic Małych, głównie na temat życia w podkrakowskiej wsi.
W ramach wywiadów z mieszkańcami przeprowadzane są rozmowy przeważnie w miejscu zamieszkania „świadka historii” według ustalonego scenariusza z przykładowym zestawem tematów. Mieszkańcy wspominają dzieciństwo, zabawy (np. gra w zośkę), nieistniejące miejsca, życie w ochronce, szkole. Pomagają także w opisie zdjęć zebranych w akcjach społecznych: w identyfikacji kolegów i koleżanek ze szkolnych lat, miejsc i okoliczności, w których zrobiono zdjęcia.